# Hong Kong Senior Challenge Shield 2007/08
Der Hong Kong Senior Challenge Shield 2015/16, aus Sponsorengründen auch als HKFA Choi Fung Hong Senior Shield bekannt, war die 106. Austragung eines K.-o.-Fußballwettbewerbs in Hongkong. Teilnehmer waren die zehn Mannschaften der ersten Liga. Das Turnier begann am 22. November 2007 und endete mit dem Finale im Hong Kong Stadium am 23. Dezember 2007. Titelverteidiger war der South China AA.

## Termine
| Runde         | Datum                               |
| ------------- | ----------------------------------- |
| 1. Runde      | 22. November 2007                   |
| Viertelfinale | 24. November 2007 25. November 2007 |
| Halbfinale    | 8. Dezember 2007                    |
| Finale        | 23. Dezember 2007                   |

## Erste Runde
|                                      | Ergebnis |              |
| ------------------------------------ | -------- | ------------ |
| 22. November 2007 (Mong Kok Stadium) |          |              |
| Bulova Rangers                       | 2:0      | Workable FC  |
| 22. November 2007 (Mong Kok Stadium) |          |              |
| Happy Valley AA                      | 2:1      | Wofoo Tai Po |

## Viertelfinale
|                                      | Ergebnis |                 |
| ------------------------------------ | -------- | --------------- |
| 24. November 2007 (Mong Kok Stadium) |          |                 |
| Kitchee SC                           | 5:0      | Lanwa FC        |
| 24. November 2007 (Mong Kok Stadium) |          |                 |
| Citizen AA                           | 1:3      | Eastern AA      |
| 25. November 2007 (Mong Kok Stadium) |          |                 |
| Convoy Sun Hei SC                    | 0:3      | Happy Valley AA |
| 25. November 2007 (Mong Kok Stadium) |          |                 |
| South China AA                       | 4:0      | Bulova Rangers  |

## Halbfinale
|                                     | Ergebnis  |                 |
| ----------------------------------- | --------- | --------------- |
| 8. Dezember 2007 (Mong Kok Stadium) |           |                 |
| Eastern AA                          | 1:0 n. V. | Happy Valley AA |
| 8. Dezember 2007 (Mong Kok Stadium) |           |                 |
| Kitchee SC                          | 2:1       | South China AA  |

## Finale
|                                       | Ergebnis |            |
| ------------------------------------- | -------- | ---------- |
| 23. Dezember 2007 (Hong Kong Stadium) |          |            |
| Eastern AA                            | 3:1      | Kitchee SC |